# Enrico Forcella
Enrico Forcella Pelliccioni dit Pompon (né le 18 octobre 1907 à Monaco, mort le 25 octobre 1989 au Venezuela) est un tireur sportif vénézuélien.
Il remporte la médaille de bronze à la carabine 50 m couché lors des Jeux olympiques de 1960 à Rome.